# Болсохоев, Даниил Степанович
Даниил Степанович Болсохоев (1912-1958) — советский хозяйственный, государственный и политический деятель, председатель Совета Министров Бурят-Монгольской АССР (1954-1958).

## Биография
Родился в 1912 году в улусе Идыга Харазаргайского сельсовета в крестьянской бурятской семье. Член ВКП(б) с 1939 года.
С 1928 года — на хозяйственной, общественной и политической работе. В 1928—1967 гг. — председатель бюро юных пионеров Эхирит-Булагатского райкома комсомола, заведующий Харликской начальной школой Тункинского аймака Бурят-Монгольской АССР, студент Томского индустриального института имени Кирова, инженер, заместитель директора, директор Улан-Удэнского механизированного стекольного завода, заместитель Председателя Совета Народных Комиссаров Бурят-Монгольской АССР, директор Улан-Удэнского мехстеклозавода, управляющий треста «Бурмонголлес», первый секретарь Кяхтинского райкома партии, старший инженер-контролер, начальник отдела проверок/заместитель уполномоченного Госплана СССР, директор Улан-Удэнского механизированного стекольного завода, Председатель Совета Министров Бурят-Монгольской АССР, директор Тимлюйского цементного завода.
Избирался депутатом Верховного Совета СССР 4-го созыва.